# Río Ankara
El río Ankara (en turco: Ankara Çayı) es un corto río que atraviesa la ciudad de Ankara en Turquía. El río divide Ankara casi a la mitad y cruza muchos barrios y el vertedero de la ciudad. Varios puentes cruzan el río a lo largo de su curso y en parte de él está totalmente cubierto.
A causa de la exposición durante mucho tiempo a aguas residuales y contaminantes industriales, no es viable como fuente de agua para riego; a pesar de ello, se sigue utilizando para tal fin en algunas zonas, causando cólera y otras enfermedades en la ciudad. El Banco Mundial financió un proyecto para limpiar el río.